# James Ferraro
James Ferraro (Rochester, Nueva York, 6 de noviembre de 1986) es un productor de música experimental, compositor y artista contemporáneo estadounidense. Es reconocido por ser uno de los pioneros de los géneros pop hipnagógico y vaporwave, con sus obras explorando temas relacionados con el hiperrealismo y la cultura del consumismo. 
Su música se ha basado en diversos estilos como música electrónica de los 80, el drone, la música lo-fi, y el R&B.
A principios de la década de 2000, Ferraro consolidó su carrera como uno de los miembros del dúo The Skaters, después de esto, empezó a grabar trabajos en solitario bajo su nombre y diversos alias. Lanzó proyectos en sellos como Hippos in Tanks y New Age Tapes.
Ferraro recibió más reconocimiento cuando su álbum del año 2011, Far Side Virtual, fue elegido Álbum del año por The Wire .

## Biografía

### Primeros años y The Skaters
Ferraro, nacido en la ciudad de Rochester, Nueva York, de padres italianos y afroamericanos, ya provenía de un entorno musical; su padre era músico, DJ y un apasionado de los discos, y su madre era cantante.
Comenzó a hacer música en la escuela con el programa MTV Music Generator. Cuando Ferraro tenía 18 años, se mudó de Nueva York a San Diego, California, donde conoció a Spencer Clark con el que formaría un dúo.
Cuando Ferraro tenía 20 años, formó un proyecto de música noise y drone con Spencer Clark apodado The Skaters, los dos grabaron música para The Skaters durante un año.
Realizaron giras por Estados Unidos y emitieron lanzamientos de ese año. Physicalities Of The Sensibilities Of Ingrediential Stairways (2008), publicado en Eclipse Records, fue el último disco lanzado por The Skaters.

### Carrera en solitario
Ferraro fundó el sello New Age Tapes para lanzar su propio trabajo en solitario; su primer material en solitario a menudo se lanzó bajo diferentes alias, como Lamborghini Crystal y Teotihuacán.
Según Paul Simpson de AllMusic, estas primeras grabaciones "exploraron todo, desde el gamelán hasta el drone y el pop de Casio lo-fi", los medios las asociaron con la tendencia del "pop hipnagógico" de la década de 2000.
En torno al año 2010, la música de Ferraro desarrolló un estilo pop excéntrico en lanzamientos como Night Dolls with Hairspray (2010). También fue colaborador y parte del álbum ambiental RVNG FRKWYS 7 de 2011 con Daniel Lopatin, David Borden, Laurel Halo y Sam Godin.
Con el lanzamiento de su álbum de 2011 Far Side Virtual  bajo el sello Hippos in Tanks, el trabajo de Ferraro adoptó abruptamente la tecnología musical MIDI y la muzak corporativa.
Far Side Virtual, comenzando como una serie de tonos de llamada, recibió tanto elogios y burlas de los críticos, fue nombrado Álbum del año por la revista experimental británica The Wire.
Far Side Virtual se interpretó como "una crítica sobre la cultura del consumo, el retrofuturismo y la hiperrealidad ", junto con Chuck Person's Eccojams vol. 1 continuaría influyendo en el género vaporwave de Internet de la década de 2010, que exploró temas similares.
Tras el lanzamiento de Far Side Virtual, el trabajo de Ferraro se vio cada vez más influenciado por la música hip hop y el R&B.
En agosto del año 2017, Ferraro estrenó su exposición de arte multimedia llamada Extinction Renaissance en la Loyal Gallery de Estocolmo, Suecia. También lanzó una pieza musical de edición limitada, 'Anthrospray: Music for Extinction Renaissance', en memorias USB tipo tarjeta de crédito a través del sitio web de Loyal Gallery. 
El 26 de noviembre de 2017, Ferraro lanzó Troll, un EP digital de cinco canciones.
En febrero de 2018, Ferraro estrenó Plague, una ópera con escenografía de Nate Boyce, en el festival transmediale de Berlín del 2018. 
El 18 de mayo de 2018, Ferraro lanzó Four Pieces for Mirai, un EP digital que funciona como la primera parte y el prólogo de "body of work", y un proyecto del mismo nombre. 
Ferraro apareció y fue entrevistado en la portada 416 de The Wire, octubre de 2018.

## Habilidades Artísticas
Ferraro ha creado música desde mediados de la década de 2000, inicialmente con Spencer Clark en el dúo The Skaters. 
Sus obras son conocidas por ser de naturaleza conceptual y por expresar de forma única temas modernos específicos; sus álbumes han abordado temas sobre el consumismo, la cibernética, demacración, experiencia social, hiperrealidad, Nueva York después del 11-S, la contracultura lo-fi, y el colapso de la civilización . 
A su álbum Far Side Virtual, se le atribuye haber ayudado a impulsar el desarrollo del vaporwave, aunque no se considere como parte de su historia.
En 2009, en una edición de la revista The Wire, el escritor David Keenan representó a Ferraro como el padre de un emergente género post-noise denominado como "pop hipnagógico", en el que la memoria y la nostalgia por lo retro (especialmente la tecnología de grabación retro y la cultura de la década de 1980) actuaron como una característica definitoria.
La mayoría de las obras de Ferraro transcurren en entornos distópicos, centrándose en las consecuencias del consumismo.
Según Ferraro, el concepto de consumismo de sus discos proviene de su interés por los "signos" y los "símbolos" y el hecho de como éstos pierden su identidad debido a la "repetición excesiva".
Las obras de Ferraro han sido comparadas con las teorías del sociólogo francés Jean Baudrillard, quien ha afirmado que los "símbolos" y los "signos" han destruido cualquier tipo de significado real y que la actividad humana es "solo una simulación de la realidad".
La mayoría de los sonidos que Ferraro utiliza en sus obras son sonidos que los humanos encuentran pero no son conscientes de ellos.
Estos sonidos pueden ser sonidos de televisión, tonos de llamada de teléfonos o sonidos de cajeros automáticos.
Ferraro simbolizó el elemento de nostalgia que surge de estos sonidos del "pasado cercano" como "el declive de la prosperidad estadounidense, un fantasma de una superpotencia que está muriendo". Al hacer un álbum, Ferraro dice que se le ocurren "visiones" o una imagen visual de cómo será. Explicó en una entrevista de 2012: "Trato de no ser demasiado conceptual sobre lo que estoy haciendo. Puedes tener una idea hasta el punto en que se vuelva demasiado embriagante. En cuanto a la música, trato de tener cuidado". Cuando fue entrevistado por la revista Bomb sobre el tema del sampleo en 2013, Ferraro dijo: "Sampleo mis propias fuentes de sonidos. Uso AT&T Natural Voices y generadores de texto a voz, por lo que todo es contenido original".